# Luigi Prandin
Padre Luigi Prandin  nació en Sandon de Fossò (Venecia – Italia) en 1939. Noveno de once hijos, perdió a su padre cuando tenía once años. A los 14 años ingresa en el Seminario Menor de Padua y a los 21 años optó por continuar su camino en el Instituto Javeriano para las Misiones extranjeras de Parma. Ordenado sacerdote en 1996, parte para la Amazonia brasileña donde trabaja por cinco años en la Diócesis de Abaetetuba- Belém (Brasil). En su vuelta a Italia, durante siete años fue rector de un seminario para misioneros aspirantes en Cerdeña. Fundó, junto con María Luigia Corona, un grupo misionero llamado Comunidad Misionera de Villaregia.